# Salineño North (Teksas)
Salineño North je naseljeno mjesto za statističke potrebe u američkoj saveznoj državi Teksas. Prema popisu stanovništva iz 2010. u njemu je živjelo 115 stanovnika.